# Sandeidet
Sandeidet är en kulle i Antarktis. Den ligger i Östantarktis. Norge gör anspråk på området. Toppen på Sandeidet är 1 616 meter över havet.
Terrängen runt Sandeidet är kuperad söderut, men norrut är den platt. Terrängen runt Sandeidet sluttar norrut. Trakten är obefolkad. Det finns inga samhällen i närheten. 